# Odontorhynchus aculeatus
Odontorhynchus aculeatus är en plattmaskart som beskrevs av Tor Karling 1956. Odontorhynchus aculeatus ingår i släktet Odontorhynchus och familjen Gnathorhynchidae. Arten är reproducerande i Sverige. Inga underarter finns listade i Catalogue of Life.